# Rey Momo del Carnaval de Barranquilla
El Rey Momo del Carnaval de Barranquilla es uno de los personajes más emblemáticos y representativos que presiden el Carnaval de Barranquilla, siendo la contraparte masculina de la Reina del Carnaval, a quien acompaña en las distintas actividades y desfiles. Su origen proviene de un dios grecorromano que se caracterizaba por ser burlón y satírico; se dice que llegó a burlarse de Hefesto y Afrodita, dioses de la mitología griega.
Como máximo representante del Carnaval de Barranquilla, este personaje es elegido anualmente. Las personas que opten a ser rey deben cumplir una serie de requisitos que carácter obligatorio, entre ellos, que posean un estrecho vínculo con la festividad. Junto a la reina, recibe las llaves de la ciudad durante la Lectura del Bando.

## Historia
La figura del rey Momo apareció en algún tiempo del siglo XIX, esto debido a que no se tienen datos exactos. Según varias publicaciones periodísticas, se cree este célebre personaje surgió con el mismo carnaval; entre sus funciones como máximo representante de la fiesta se dice que era el encargado de la redacción y la lectura del bando, una especie de bienvenida concedida a todos los seguidores que forman parte del carnaval. Desde sus orígenes, el rey Momo siempre ha ejercido como figura emblemática y popular de las festividades, no solo en el carnaval de Barranquilla, también en otros escenarios culturales del mundo, como por ejemplo, en el Carnaval de Brasil. Al ser el responsable de la apertura de dichas fiestas, debía «imponer la alegría a sus súbditos», aunque se cree que lo hacía con sarcasmos y burlas, un aspecto representativo de su propia figura y naturaleza. Su imagen se mantuvo viva hasta finales de la década de 1910, cuando designó a la primera Reina del Carnaval, Alicia Lafaurie Roncallo.
A mediados de la década de 1990, la figura emblemática del rey Momo volvió resurgir por parte del Carnaval S.A., empresa cultural que organiza el Carnaval de Barranquilla. Esto se dio gracias al apoyo y el visto bueno de la entonces reina, Leonor González McCausland, también por Alfredo De la Espriella, quien se desempeñaba como secretario de la junta directiva.

## Reyes Momo del Carnaval
| Año  | Nombre                          | Nota |
| ---- | ------------------------------- | --- |
| 1881 | José Enrique de la Rosa         | Se le describe como un popular ciudadano de la época. Fue el primer rey momo del que se tengan datos oficiales, era conocido como El Pobre. |
| 1995 | Enrique Salcedo Rivaldo         | Designado como el primer rey momo de la época moderna. Es el fundador de la Asociación de grupos folclóricos del Atlántico y del Carnaval del Sur. |
| 1996 | Rafael Alfonso Figueroa Lindo   | Apodado Ralphy 100, Fue fundador y propietario del estadero salsero «La Cien», el cual guarda «una de las discotecas más completas de este género musical». |
| 1997 | Efraín Mejía Dodado             | Fue el director de la cumbiamba Cumbia Soledeña. En enero de 2015, la fundación Carnaval S.A. le rindió un homenaje como rey de las fiestas, junto a otros personajes. Falleció el 3 de noviembre de 2017 en una clínica de Montería a los 83 años de edad. |
| 1998 | Luis Ramón Andrade Cortés       | Creador de grandes disfraces con los que obtuvo varios premios. Murió a los 56 años de edad producto de un infarto cardíaco. |
| 1999 | Julio Jaramillo Jiménez         | Seguidor de los boleros de distintos artistas musicales como Daniel Santos, Alci Acosta, entre otros. |
| 2000 | Robinson Albor Rodríguez        | Primer rey momo del siglo XXI. Es propietario del estadero «Rancho Currambero», gran seguidor y representante de los desfiles y disfraces. |
| 2001 | Bernardo Guzmán Medina          | Máximo representante de la cumbiamba «El Gallo Giro». Personaje carismático y alegre. |
| 2002 | Pedro "Ramayá" Beltrán          | Msico e intérprete de la flauta de millo. Formó parte de la agrupación folclórica «Cumbia Soledeña», conocido en el medio como El Maestro y principalmente Ramayá por la canción del mismo nombre interpretada por el cantante mozambiqueño Afric Simone. |
| 2003 | Leopoldo Klee Palacio           | De profesión urólogo, fue el fundador del grupo «Cipote Garabato», además de haber pertenecido a la comparsa «Cipote Vaina». |
| 2004 | Ubaldo Mendoza Reales           | Mendoza Reales se ha desempeñado como sastre, líder y director de la cumbiamba «La Revoltosa». |
| 2005 | Alfonso Fontalvo Torres         | Asumió la dirección de la Danza del Torito en 1970. Esta agrupación lleva más de 100 años participando en las festividades. Es uno de los personajes más populares del carnaval. |
| 2006 | Armando Enrique Zambrano Morelo | Fue taxista. Es el director de la Cumbiamba «La Arenosa». |
| 2007 | Julio Mario Sánchez Stevenson   | De oficio constructor de obras civiles. Es el máximo representante y director de la danza «Congo Reformado». Se destaca por sus habilidades para tocar diversos instrumentos. |
| 2008 | José Ignacio Cassiani Muñoz     | Apodado El Pavo, es electricista, albañil y vendedor de arte en subastas. Director de la comparsa «La Rebelión de las Marimondas». |
| 2009 | Wilfrido Escorcia Salas         | Contador de profesión, es conocido por el disfraz «El Descabezado», que fue creado en 1954 por su padre Ismael Escorcia Medina, oriundo de Calamar. Es uno de los personajes más recordados en toda la historia del carnaval. |
| 2010 | Rafael Altamar López            | Integrante de la dinastía Altamar, familia de notables representantes de las fiestas folclóricas en la región. Es el director de la cumbiamba «El Cañonazo». |
| 2011 | Jairo Cáceres Julio             | Director de los grupos «Nacimiento de Palenque» y «Angelitos Negros». Proviene de una familia afrodescendiente con gran tradición folclórica. |
| 2012 | Baltasar Sosa Noguera           | De profesión técnico en electricidad industrial, es el director de la danza «Los Coyongos». Nacido en Pinillos, proviene de una tradicional familia folclórica. |
| 2013 | José Francisco Llanos Ojeda     | Artesano, originario de Galapa, es el director de la danza «Selva Africana». Ha sido acreedor de la Medalla a la Maestría otorgado por Artesanías de Colombia y el Ministerio de Comercio. |
| 2014 | Álvaro Bustillo Solano          | Es el director del Garabato del Colegio Marco Fidel Suárez. Es acreedor de la Medalla Camilo Torres por sus contribuciones culturales. |
| 2015 | Carlos Cervantes Muñoz          | Profesional en publicidad, serigrafía y vitrales. Es el director del disfraz colectivo El Mohicano Dorado y sus guerreros de Plata. Ha representado culturalmente al país a nivel nacional e internacional. Este disfraz fue creado en 1995. |
| 2016 | Lisandro Polo Rodríguez         | Músico, decimero y gran exponente del folclor. Ha representado al país en eventos internacionales y posee un gran recorrido y trayectoria como artista musical. |
| 2017 | Germán Álvarez Cabrera          | Técnico profesional en sistemas, es el director de la danza «La Gigantona», la cual ha obtenido 13 Congos de Oro y es el encargado de realizar el Encuentro Nacional e Internacional de Danzas Folclóricas Tradicionales. |
| 2018 | Ricardo Enrique Sierra Vásquez  | Arquitecto y licenciado en danzas y teatro, es el director de la danza del Garabato de la Universidad Libre Seccional Atlántico, donde personifica a la Muerte. |
| 2019 | Freddy Cervantes Álvarez        | Letaniero, primer Rey Momo de la oralidad. |
| 2020 | Alcides José Romero Cogollo     | Abogado y hacedor, es el fundador de la cumbiamba infantil Cumbiamberitos de Buenos Aires, con más de 30 años de participación en el carnaval de Barranquilla y gestor del proyecto Fachadas de Carnaval. |
| 2021 | No se eligió rey momo           | El carnaval de Barranquilla fue cancelado debido a la pandemia de covid-19. |
| 2022 | Kevin Torres Valdés             | Ingeniero de Sistemas, especialista en gestión y seguridad de base de datos. Hacedor, promotor cultural, director de la comparsa de fantasía El Rumbón de Las Nieves desde hace 20 años, y director del carnaval del Sur Oriente desde hace 8 años. Es el primer Rey Momo representante de las comparsas de fantasía del carnaval de Barranquilla. Además, ha desarrollado durante 3 años el proyecto cátedra del carnaval de Barranquilla en las IED públicas de la ciudad con el fin de contribuir a la salvaguarda de la fiesta. |
| 2023 | Sebastián Guzmán Gallego        | Creador del Carnaval del Sur Occidente en 1994. |
| 2024 | Juventino Milciades Ojito Palma | Nacido en Polonuevo, es arreglista, instrumentalista y productor. Ha colaborado con cantantes como Joe Arroyo, Juan Piña y Checo Acosta. Ha sido ganador del Festival de Orquestas y es el director de la agrupación Juventino Ojito y Son Mocaná. |
| 2025 | Gabriel Marriaga Tejada         | Es director de la danza Cumbión de Oro, creada en 1989. Marriaga ha participado en el carnaval desde 1975 cuando fue integrante de la cumbiamba El Cañonazo. |